# Manfred Nerlinger
Pour les articles homonymes, voir Nerlinger.
Manred Nerlinger (né le 27 septembre 1960 à Munich, Allemagne de l'Ouest) est un haltérophile allemand.
Il obtient trois médailles olympiques en plus de 110 kg : l'une de bronze en en 1984 à Los Angeles, une autre d'argent en 1988 à Séoul et une en bronze à Barcelone en 1992. 
Il remporte aussi deux médailles de bronze aux Championnats du monde en 1984 et 1985 et trois médailles d'argent 1986, 1991 et 1993. Nerlinger est aussi champion d'Europe en 1993 et vice-champion d'Europe en 1991 et 1995.